# Synagoga w Dęblinie
Synagoga w Dęblinie – zbudowana w połowie XIX wieku, przy ulicy Okólnej 33. Podczas II wojny światowej hitlerowcy zdewastowali synagogę. Po wojnie budynek synagogi służył jako łaźnia miejska, następnie przebudowano ją na magazyn. Obecnie nie istnieje – na jej miejscu stoi sklep AGD-RTV.